# Резня в Кирьят-Шмоне
Резня в Кирьят-Шмоне — нападение трёх членов Народного фронта освобождения Палестины (Главного Командования) на мирных израильских жителей в Кирьят-Шмоне, Израиль, во время еврейского праздника Песах 11 апреля 1974 года. Восемнадцать человек были убиты, 8 из них — дети, а ещё 16 человек получили ранения.

## Резня
Это был первый теракт в Израиле, в ходе которого террористы проникли в городское поселение, находящееся в глубине территории Израиля и не подготовив для себя пути отхода. В основном это означает возможность поразить большее количество жертв, не тратя средств и времени на фазу побега.
Кирьят-Шмона в то время была небольшой израильской деревней недалеко от границы Израиля и Ливана. Ранним утром 11 апреля 1974 года под прикрытием тумана и дождя по руслу реки Маргалийот трое членов Народного фронта освобождения Палестины — Главного Командования (признанного террористической организацией рядом стран, включая США, Японию, Израиль, Канаду, Европейский союз) пересекли границу и прибыли в Кирьят-Шмону в
7:30 утра. Следы проникновения солдаты пограничной службы обнаружили в 6:40 и, следуя за ним, узнали о проникновении террористов в город.
Сначала они пошли в начальную школу Януша Корчака, но классы были пусты из-за еврейского праздника Песах. Нападавшие оставались незамеченными более часа. Затем они перешли улицу и разделились на две группы: один террорист пошёл в дом № 13, а ещё двое в дом № 15 по улице Иехуда Галеви. В доме № 13 араб убил семью Коэн: Эстер Коэн и её двоих детей, Давида и Шулу. Затем трое террористов вместе пошли в дом № 15.
Супруги Мириам и Яаков Гуэтта, жившие на третьем этаже, услышали выстрелы в квартире семьи Штернов на первом этаже. Мириам и Яаков сбежали по лестнице и вместо того, чтобы вырваться из здания, повернулись, чтобы войти в квартиру семьи Штернов. Мириам была немедленно застрелена, а её партнер был ранен и скончался от ран. В те секунды, когда пару расстреляли, остальные дети семьи Штерн воспользовались случаем, и скрылись.
Члены семьи Битон, жившие на четвёртом этаже второго дома, пытались перенести детей через балкон на этаж ниже. Детей, а также отца семейства застрелили двое террористов, которые все ещё находились на третьем этаже.
Йосеф Шитрит остался на своем рабочем месте, а его жена Фани и четверо детей были дома. Дочь Ирис Шитрит, 9 лет, увидела, как один из террористов вошёл в квартиру, и сбежала в свою комнату, забрав при этом своего младшего брата Моти. Однако её брат, напуганный выстрелами, вырвался из её рук, вышел из комнаты и был застрелен. Ирис стала единственной выжившей из членов семьи, оставшихся в квартире.
На место нападения сначала прибыл полицейский патруль, двое полицейских из города: Элиэзер Коэн и Эли Айш, которые также получили ранения в результате инцидента, а затем отряд Пограничной службы. Полицейский патруль попал под обстрел террористов. Пограничники полагали, что террористы находятся в школе, и пытались приблизиться к ней под прикрытием дымовых гранат. Террористы, находившиеся уже в первом жилом доме, в который вошли, открыли по ним огонь и ранили нескольких полицейских. Под прикрытием перестрелки террористы двинулись ко второму жилому дому.
Нападавшие убили несколько жителей многоквартирного дома, и затем перебрались в соседнее здание. Сначала они убили садовника здания, а затем поднялись по лестнице и расстреляли встречных людей. Затем трое боевиков забаррикадировались в квартире на верхнем этаже.
По данным израильской полиции, при атаке применялись реактивные гранатометы (РПГ), а израильские дети были сброшены с верхнего этажа здания.
В 8:15 прибыл отряд Армии обороны Израиля под командованием полковника Давида Коэна, который дал бой террористам. Двое израильских солдат погибли. В квартире, в которой забаррикадировались террористы, заложников не было, и это помогло избежать дополнительных жертв. В ходе перестрелки с израильскими солдатами израильтяне попали в рюкзак террористов с самодельной бомбой, которая убила и трёх нападавших.

## Жертвы
Восемнадцать человек погибли, из них восемь детей. Двое из убитых израильтян были солдатами, пришедшими помочь, а остальные — гражданскими лицами. 16 человек были ранены.
Среди жертв: Фанни Шитрит (30) и её дети: Йохевед (11), Аарон (8) и Моти (5); Эстер Коэн (47), её сын Давид (18) и дочь Шула (14); Супруги Мириам (27) и Яков (26) Гуэтта и их нерождённый ребёнок; Шимон Битон (31 год), его сын Ави (6 лет) и дочь Анат (2.5 года); Адель Штерн (47) и её дочь Рахель (8); Шауль Бен-Элиягу Рамергкер (64); Эстер Вазана (60); военнослужащий ЦАХАЛа Мордехай Гради (20 лет) из Рамат ха-Шарона; военнослужащий ЦАХАЛа Суиль Абзак (20 лет) из Таршихи.

## Ответственность
Отколовшаяся палестинская группа взяла на себя ответственность за то, что она назвала «атакой смертника», в телефонном заявлении для СМИ. Группа заявила, что целью атаки было освобождение 100 террористов из израильских тюрем.

## Реакции
Министр иностранных дел Израиля Абба Эвен выразил разочарование реакцией египетских СМИ на нападение после того, как Израиль надеялся, что Договор о разъединении Израиля и Египта 1974 года означал «новый ветер перемен, дующий из Каира».
Представительный совет еврейских учреждений Франции обвинил политику слабости и отказа со стороны Запада, включая Францию. Франсуа Миттеран направил телеграмму соболезнования премьер-министру Израиля Голде Меир в связи с «преступной агрессией, которая в очередной раз ударила по невинным мирным жертвам».

## Последствия
Около 40 % жителей города уехали после резни. 13 апреля израильские силы провели ответные рейды в Ливане, через несколько часов после того, как жертвы были похоронены. Только после ответного рейда Израиля на юг Ливана Франция осудила резню.
Далее последовали дополнительные нападения палестинцев на север Израиля, включая резню в Маалоте в том же году, нападение на гостиницу «Савой» и кризис с заложниками в Кфар-Ювале в 1975 году, а также многочисленные акты угона самолётов, наиболее заметным из которых стала операция «Энтеббе» в 1976 году.
По данным The Times of Israel, к 2014 году, через 50 лет после нападения, оно практически исчезло из сознания израильтян. В том же году Лиза Перец, Робби Эльмалия и Иланит Бауманн представили на Иерусалимском кинофестивале свой фильм «Дом с привидениями» о событиях и неизгладимой травме жителей Кирьят-Шмоны. По словам выживших, опрошенных создателями фильма, очевидное отсутствие интереса к сохранению памяти об инциденте объясняется тем, что жертвами были в основном бедные евреи-мизрахим, жившие в отдалённых местах. Другая причина заключалась в том, что выжившие были слишком травмированы, чтобы публично говорить о тех трагических событиях.